# Morococcyx
Morococcyx is een geslacht van vogels uit de familie koekoeken (Cuculidae). Het geslacht telt één soort.

## Soorten
- Morococcyx erythropygus – Lijsterkoekoek